# 広域関東圏
広域関東圏（こういきかんとうけん）とは、関東地方1都6県とその周辺地域を含む圏域。甲信越3県（山梨県、長野県、新潟県）や静岡県、福島県などが含まれることが多い。甲信越のみを加えた1都9県については関東甲信越とも呼ばれる。

## 概要
関東1都6県（茨城県、栃木県、群馬県、埼玉県、千葉県、東京都、神奈川県）に隣接する県には、北から福島県、新潟県、長野県、山梨県、静岡県の5県がある。
これら5県はそれぞれ、1956年（昭和31年）の首都圏整備法で山梨県が首都圏に含まれ、1957年（昭和32年）の東北開発促進法で福島県と新潟県が東北圏に含まれ、1966年（昭和41年）の中部圏開発整備法で長野県と静岡県が中部圏に含まれた。各県の開発計画に伴う公共事業の窓口としては、これらの枠組みで知事会が形成された（全国知事会も参照）。なお、関東地方知事会を構成する自治体のうち、静岡県と長野県は、中部圏知事会議の構成自治体にも名を連ねている。
現代は、高速交通や第三次産業の比率が増大し、また東京都（特に東京23区）の影響力が大きくなったため、東京あるいは関東地方（特に南関東）との経済的連関が深い地域として「広域関東圏」という枠組みがみられるようになった。

### 行政機関
ここで述べる関東甲信越静を管轄範囲としている主な行政・司法機関としては、以下のものがある。
- 東京高等裁判所（関東甲信越静地方の1都10県を管轄）
- 防衛省：陸上自衛隊東部方面隊
- 総務省：消防庁（消防についてのみ。緊急消防援助隊は新潟県を除く）
- 警察庁：関東管区警察局（東京都を除く）
- 法務省
  - 東京出入国在留管理局（静岡県を除く）
  - 名古屋出入国在留管理局：静岡県の浜松合同庁舎にある入管庁出張所を管轄する
- 財務省：税関
  - 東京税関・横浜税関・名古屋税関（管轄地区は各記事を参照）
- 環境省：関東地方環境事務所（長野県を除く）
- 農林水産省：関東農政局（新潟県を除く）、
- 財務省財務局：関東財務局（静岡県を除く）
- 厚生労働省：関東信越厚生局（静岡県を除く）
- 公正取引委員会（静岡県は中部事務所が管轄）
- 林野庁
  - 関東森林管理局（長野県を除き、福島県を含む）
  - 中部森林管理局（長野市に設置。長野県・岐阜県・愛知県・富山県を管轄）

林野庁以外の政府機関における地方支分部局の管轄は、行政機関により異なる。また同一省庁間においても、所管業務によって管轄が異なる場合も存在する。
- 関東経済産業局[1]

### その他
- 日本の商用電源周波数については、新潟県越後地域 (50Hz) と新潟県佐渡市および北陸3県に属する富山県・石川県・福井県 (60Hz) との間で異なる。また、長野県と静岡県では50Hzと60Hzの地域がある。詳細は商用電源周波数を参照。
- NHKは全国を8ブロックに分けているが、新潟・長野・山梨については東京本局の管轄としており「関東甲信越」の括りとする一方、静岡は「中部（東海北陸）」、福島は「東北」の枠組みとなっている。
  - NHKの天気予報においては、関東広域の予報表示範囲に、静岡県東部や伊豆地方も含まれている（一時期は予報のみ静岡県全域や福島県を表示していた事もあったが、2020年以降は静岡県東部と伊豆地方に絞られている）。
  - NHK総合テレビジョンの紀行番組『小さな旅』の番組名は、元は『関東甲信越小さな旅』であった。福島県と静岡県を取材エリアに加えた後、番組名から「関東甲信越」を外し、現在は全国各地を取材エリアとしている。

## 関東地方に隣接する各県の状況

### 「関東甲信越」という枠組み
東京に本拠地を置く企業のブロックや、中央省庁（財務省財務局・公正取引委員会・厚生労働省厚生局など）の地方支分部局では、関東地方1都6県に甲信（山梨県・長野県の2県）を加えた関東甲信、ないしは関東に新潟県・山梨県の2県を加えた関東甲越、さらには関東地方に新潟県・山梨県・長野県の3県を加えた関東甲信越、山梨県を関東地方に含めた首都圏に信越を加えた関東信越という枠組みがよく見られる。
「甲信越」と呼ばれる3県は、県境や交通網で繋がっている地域（新潟県上越地域と長野県北信地域・東信地域間、山梨県国中地域と長野県の中信地域・南信地域間）においては一定数の相互の人的・経済的交流があるものの、特に明治維新以後はそれぞれの県が別個に東京と直接繋がる形で発展した。都道府県間流動調査に見られるように県外への流出1位が3県とも東京都となっており「甲信越の中心都市は東京」とも言える。したがって「甲信越地方」としてのブロック性は薄く、「関東甲信越」という表現は「関東と山梨県」「関東と長野県」「関東と新潟県」のそれぞれのつながりをまとめて表現しているともいえる。

#### 長野県
長野県において重要になるのは、旧信濃国の2地域性であり、河川水系・地形上の理由から、塩尻峠・善知鳥峠・鳥居峠・和田峠・大門峠・麦草峠を境に南北に大きく分かれており、南側はいずれも太平洋に河口がある天竜川・木曽川・富士川の流域に属する一方、北側は日本海に河口がある信濃川・姫川・関川の流域に属する。そのため分県論争があったほどである（信濃の国#歴史を参照）。
長野県の南信地域のうち下伊那地区は、東京よりも名古屋をはじめとする中京圏との人的交流や経済・文化的結びつきが強いため、広域関東圏の範疇に含まれないことが多い。
また長野県の中信地域のうち木曽地域は、古代においては美濃国に属し、江戸時代には尾張藩の領地であったことや、木曽川は濃尾平野から伊勢湾に向かって流れるため、中京圏の一部として扱われることさえある。

#### 新潟県
新潟県は、律令制の五畿七道においては、旧越後国及び旧佐渡国が北陸道に属していた。しかし、律令制の距離による等級区分においては、北陸道の他の国々が中国および近国に位置づけられる一方で、越後国・佐渡国両国は遠国とされていた。
新潟県は、現在の地理区分でも北陸地方とみなされることが多い。新潟県の上越地域は上越地方は西日本や関西の影響を受けており、富山県の呉東地域の間には、一定数の相互の人的・経済的交流も存在する。
しかし、親不知を境に東日本・西日本が分かれ、言葉のアクセント（西は垂井式、東は東京式）、文化（餅の形等）も異なってきた。また近現代においても、戦前の道州制案では北陸3県を「名古屋州」とする一方で、新潟県は「東京州」とする例があることなど、新潟県と北陸3県が同じ枠組みとならないケースも存在する。
特に上越線・上越新幹線・関越自動車道などが開業したことで東京との距離が縮まる一方、北陸3県との関わりは薄くなり、甲信越・関東甲信越に区分されることが増加した。
新潟県の阿賀野川以北に位置する阿賀北地域は、東京都心からの直線距離が250kmを超過する（例えば東京都心 - 村上間の直線距離は283.75km）など、関東甲信越静1都10県の中では最も長く、関東地方とその周辺を対象とする道路地図等では掲載されない場合もある。阿賀野川以北は言語（方言）的にも北奥羽方言の地域であることから、場合によっては東北地方の一部として扱われることもある。　

#### 山梨県
山梨県において重要となる点は、旧甲斐国の2地域性にあり、方言学や河川水系・地形上の理由から、柳沢峠・大菩薩峠・笹子峠・御坂峠・精進湖トンネル・中之倉トンネルを境に、西側は国中地域、東側は郡内地域と文化圏が大きく分かれており、甲府市を中心とする国中地域は甲信静地方に属し、郡内地域は関東地方に属するという感覚がある。そのため「山梨県」という括りはある意味問題を生じる。
特に郡内地域は南関東との人的・文化的経済的交流が極めて濃厚であり、水系的にも相模川水系であるうえ、言語上も西関東方言に属するため、東京との繋がりが国中地域に比べて極めて高いことから、甲信越静地方4県の中では唯一南関東の一部として扱われる場合もある。例えば『JTB私鉄時刻表 東日本版』第4号（JTBパブリッシング、2008年6月発行。表紙に「新潟県・長野県・静岡県以東の私鉄各社最新情報満載」と記載されている）によれば、郡内地域を南北縦断する富士急行線は「東京付近 索引地図」に掲載されている。

### 静岡県
静岡県は通常東海地方または中部地方として扱われるが、1948年には関東地方・山梨県・長野県・静岡県により関東地方知事会が設置され、関東甲信静（かんとうこうしんせい）の枠組みがみられた。
また、富士山が山梨県及び静岡県にまたがるほか、山梨県の甲斐国中地域および静岡県駿河地域が富士川流域に属することから、山梨県及び静岡県を包括する場合の名称は、山静地方となる。
さらに、長野県南信地域および静岡県西部地域が天竜川流域に属し、山梨県国中地域の富士川及び長野県南信地域の天竜川がいずれも静岡県に向かって流れ、富士川が駿河湾に、天竜川が遠州灘にそれぞれ流れる。方言学上でも、静岡県、山梨県国中地域及び長野県は、長野・山梨・静岡方言（ナヤシ方言）に属し、山梨県は静岡県とも長野県とも相互間の一定の繋がりがある。山梨県、長野県および静岡県の3県を包括する場合の名称は、甲信静地方となる。
都道府県間流動調査によれば、静岡県と最も交流がある地域は愛知県であるが、隣接する神奈川県や東京都との交流の実数を合算すると愛知県との実数より多く、南関東1都3県との実数の合算数が愛知県との実数の2倍以上である。また、実際に愛知県と特に交流がある地域は牧之原台地以西の静岡県西部(遠州)地域であり、静岡県中部地域・東部地域では愛知県との繋がりは低い。このほか、国勢調査によれば、静岡県全体では名古屋へ通勤・通学する者の数より、静岡県東部の東京へ通勤・通学する者の数の方が多い。
これらの点から、静岡県は広域関東圏に含まれるとみなされることがある。ただし、重要となる点は静岡県の地域性である。
旧律令国の時代は、大井川以西で遠江国、大井川以東の駿河国、伊豆半島の伊豆国に分かれていた。現代の区分では、交通網の変化により牧之原台地と富士川(旧庵原郡富士川町は富士川西岸であり合併以前は中部地域であった)を境に西部地域(遠州)、中部地域、東部(伊豆)地域に分かれ、これに伴い文化圏も分かれている。この三分割地域区分のうち静岡県西部(遠州)地域 (旧遠江国から牧之原市・榛原郡 (旧金谷町・旧初倉村・旧御前崎町・旧下川根村を含み、旧駿河国旧志太郡の旧徳山村及び旧東川根村を除く) を除いた地域))では中京圏・名古屋志向である。
このため静岡県西部(遠州)地域は、長野県の下伊那地区及び木曽地区と同様に、広域関東圏の範疇に含まれないことが多く、天竜川を用いて水運交易を行ってきた長野県南信地方や、隣接している愛知県三河地域（特に東三河）との歴史文化的・経済的・人的交流が非常に深いため三遠南信と呼ばれる県境を跨いだ繋がりを形成している。更に浜名湖今切口より西側に位置する湖西市は、近世において新居（今切）関が置かれた関係上、豊橋や名古屋との繋がりが極めて高い。これらのことから、静岡県西部(遠州)地域は中京経済圏の一部として扱われることがある。
一方、静岡県中部地域・東部(伊豆)地域の駿河地域（旧遠江国のうち牧之原市・榛原郡(旧金谷町・旧初倉村・旧御前崎町・旧下川根村を含み、旧駿河国旧志太郡の旧徳山村及び旧東川根村を除く)を含む) 及び伊豆地域（明治時代の一時期、現在の神奈川県相模地域のうち境川以西および伊豆諸島とともに足柄県を構成していたこともある）は南関東・東京志向である。
静岡空港開港前においては、静岡県が1990年代前半に行った空港利用に関する統計調査によれば、静岡県民の70%が羽田空港・成田空港を使用し、県営名古屋空港を利用しているのは静岡県民の30%にすぎなかった。2005年に愛知県常滑市に中部国際空港が開港したものの、静岡県民で中部空港を利用する者の大半は浜松や掛川を中心とした静岡県西部(遠州)地域の住民である。
経済の範畴では、関東地方1都6県に甲信越3県と静岡県を加えた1都10県を一つのエリアと捉える傾向も一部に見られる。
メーカーなどで新製品やエリア限定製品を発売する際に、この関東甲信越静地方1都10県において先行発売や限定発売をするケースが一部ある。企業の一例としてサントリーでは「1都10県」として関東甲信越静地方での限定・先行発売を行うケースがあるが、静岡県を管轄する「静岡支店」は東海・北陸営業本部名古屋支社の管轄下に置かれている。
静岡県は、広域関東圏の中では唯一、電話会社（電気通信事業者）の管轄はNTT西日本である。
NTTについては、電電公社の民営化に伴う東西分割検討時において、利用者数・資産規模等のバランスを取るためと言われており、1999年以前には中京3県と同じNTT東海のエリアとされていた中で、静岡のみをさらに分割することへの抵抗があったという推測もある。しかし一般利用者側からは、NTT西日本への編入は「地域性に即していないのみならず、住民の意見をも無視している」など不満の声もあり、特に沼津市など静岡県東部ではその傾向がかなり強い。
電力会社については富士川を境に、以東が東京電力管内 (50Hz) 、以西が中部電力管内 (60Hz) となっている。

### 福島県
福島県は東北地方に属するが、関東地方に隣接しているため少なからず経済的・人的交流がある。特に浜通りや中通りの磐越自動車道以南では、新産業都市の指定以降は京浜工業地帯の企業の工場が多数進出した。そのため東北地方の中でも特に関東志向が強いと言われている。中でも浜通りのいわき市以南は常磐線の複線化や常磐自動車道の開通が早かったため、福島県内の他地域よりも茨城県との交流が深い。
交通面でも、東北新幹線「なすの」の一部が郡山駅まで延長運転したり、常磐線「スーパーひたち」が東京方面においていわき駅を始発終着としたり、さらには東武日光線の特急「リバティ会津」が野岩鉄道会津鬼怒川線を介して会津田島駅まで直通運転するといった例が見られ、JR東京駅からいわき・南相馬方面への高速バス（ジェイアールバス関東、東武バスセントラル、新常磐交通によって運行）が1日約40往復するなど、観光客のみならずビジネス客の移動の足となっている。
これらを踏まえ、分野によっては広域関東圏に福島県を含めることがある。
しかし福島県全体としては、東北地方に分類されることが大半で、関東地方と同一エリアに含まれるとみなされる例はほとんどない。県庁所在地の福島市が、東北地方の中心都市である宮城県仙台市との結びつきが強いことも一因として挙げられる。

## 広域関東圏12都県の人口
2020年10月1日現在の国勢調査による広域関東圏12都県の人口総数は、合計で54,179,052人である。
- 茨城県 2,867,009人
- 栃木県 1,933,146人
- 群馬県 1,939,110人
- 埼玉県 7,344,765人
- 千葉県 6,284,480人
- 東京都 14,047,594人
  - 東京都区部 9,733,276人
  - 多摩地域 4,289,857人
  - 伊豆諸島　21,532人
  - 小笠原諸島 2,929人
- 神奈川県 9,237,337人
- 福島県 1,833,152人
- 新潟県 2,201,272人
- 山梨県 809,974人
- 長野県 2,048,011人
- 静岡県 3,633,202人

## 主な都市圏
1都12県の主な都市圏（圏域人口20万人以上）
- 2015年国勢調査をもとにした都市雇用圏（10%通勤圏）による
- 都市圏名・人口は2015年当時のもの

| 順位 | 都市雇用圏   | 人口       |
| ---- | ------------ | ---------- |
| 1    | 東京都市圏   | 3530万3778 |
| 12   | 前橋都市圏   | 126万3034  |
| 13   | 浜松都市圏   | 112万9296  |
| 15   | 宇都宮都市圏 | 110万3745  |
| 17   | 新潟都市圏   | 106万0013  |
| 18   | 静岡都市圏   | 98万8056   |
| 19   | つくば都市圏 | 84万3402   |
| 29   | 水戸都市圏   | 68万7734   |
| 35   | 太田都市圏   | 61万3825   |
| 36   | 長野都市圏   | 58万9549   |
| 37   | 甲府都市圏   | 58万5986   |
| 39   | 郡山都市圏   | 54万4662   |
| 44   | 沼津都市圏   | 49万7258   |
| 48   | 松本都市圏   | 44万7802   |

| 順位 | 都市雇用圏     | 人口     |
| ---- | -------------- | -------- |
| 53   | 富士都市圏     | 38万7236 |
| 54   | 長岡都市圏     | 35万6767 |
| 55   | いわき都市圏   | 35万0237 |
| 56   | 日立都市圏     | 34万9111 |
| 58   | 成田都市圏     | 32万8796 |
| 67   | 神栖都市圏     | 27万0079 |
| 72   | 那須塩原都市圏 | 25万0876 |
| 78   | 上越都市圏     | 23万0186 |
| 81   | 会津若松都市圏 | 22万3807 |
| 84   | 小山都市圏     | 21万8354 |
| 85   | 三条都市圏     | 21万5037 |
| 86   | 古河都市圏     | 21万2776 |
| 87   | 上田都市圏     | 21万2314 |

「■」：関東1都6県以外の都市を中心とする都市圏

## 関東甲信越静地方1都10県の方言及び小笠原諸島の言語
関東地方、伊豆諸島及び新潟・山梨・長野・静岡の各県の方言並びに小笠原諸島の言語は、以下の通りである

### 西関東方言
西関東方言は、江戸東京語の基礎をなしており、南関東（東京都区部（旧東京市）・三多摩地域・神奈川県・埼玉県・千葉県）、群馬県、栃木県足利市及び山梨県郡内地域が、西関東方言地域に属する。
現在では、関東甲信越静地方1都10県全域において、江戸東京語を母胎にした共通語（首都圏方言）が主に話されている。
アクセントは中輪型東京式をベースとする。

### 東海東山方言
甲信越静地方及び伊豆諸島の大部分が、東海東山方言のうち、長野・山梨・静岡方言（ナヤシ方言）、北部伊豆諸島方言及び越後方言のそれぞれの方言地域に属する。
- 長野・山梨・静岡方言（ナヤシ方言）：山梨県国中地域 - 長野県 - 静岡県
- 北部伊豆諸島方言：大島- 利島 - 新島 - 神津島 - 三宅島 - 御蔵島
- 越後方言：新潟県（佐渡島、阿賀野川以北の阿賀北地域及び東蒲原郡阿賀町を除く）

アクセントは中輪型東京式、外輪型東京式であることが多く、西関東方言とも共通する語彙も多く見られる。

### 東北・東関東方言
新潟県のうち阿賀野川以北の阿賀北地域及び東蒲原郡阿賀町、茨城県並びに栃木県（足利市を除く）が、東北・東関東方言地域に属する。
- 東関東方言：茨城県 - 栃木県（足利市を除く）
- 北奥羽方言：新潟県阿賀北地域（阿賀野川以北）
- 南奥羽方言：新潟県東蒲原郡阿賀町

アクセントは、崩壊アクセント（無アクセント）または外輪型東京式の亜種である北奥羽式が主であり、西関東方言や東海東山方言とは異なる点が多い。

### 八丈方言
伊豆諸島のうち、八丈島、八丈小島、青ヶ島及び鳥島が、八丈方言地域に属する。ユネスコが2009年2月20日に言語消滅危機に関して発表したものによれば、八丈方言は日本語とは別に「八丈語」として設定され、「八丈語」は言語消滅の「危険」にさらされている段階にあるとなっている。

### 北陸方言・佐渡弁
北陸方言は西日本方言に属し、新潟県では唯一佐渡島のみが北陸方言佐渡弁地域に属する。

### ボニン語
ボニン語（小笠原クレオール日本語ともいう）は、1830年に史上初めてボニン諸島（英語ではBonin islands）に定住した欧米系先住民と、近代以降に後から本格的に移住し始めた日本民族とのコミュニケーションが円滑に行われるようにするための混成言語であり、ボニン諸島を始めとする小笠原諸島が、ボニン語地域に属する。

## 統計
- 関東地方に接している県は背景が黄色、この項で触れられている広域関東圏（含む福島県）以外は灰色。

### 県民総生産
2020年度県民経済計算によれば、広域関東圏を構成する1都10県の県民総生産の合計は256兆3061億円である。日本のGDPの約45%を占めており、世界第10位であるブラジルのGDPとほぼ同規模である。

### 昼間人口・夜間人口
都県別の昼間人口と夜間人口（2020年国勢調査による）
- 関東地方の構成都県、および、関東地方に接している県以外は背景が灰色。

関東周辺県
| 県     | 昼間人口  | 夜間人口  | 昼夜差   |
| ------ | --------- | --------- | -------- |
| 宮城県 | 230.3万人 | 230.1万人 | 0.2万人  |
| 福島県 | 183.4万人 | 183.3万人 | 0.1万人  |
| 新潟県 | 220.0万人 | 220.1万人 | -0.1万人 |
| 長野県 | 204.2万人 | 204.8万人 | -0.6万人 |
| 山梨県 | 80.4万人  | 80.9万人  | -0.5万人 |
| 静岡県 | 362.7万人 | 363.3万人 | -0.6万人 |
| 愛知県 | 763.7万人 | 754.2万人 | 9.5万人  |

関東地方
| 県       | 昼間人口   | 夜間人口   | 昼夜差    |
| -------- | ---------- | ---------- | --------- |
| 群馬県   | 193.9万人  | 193.9万人  | 0.03万人  |
| 栃木県   | 191.3万人  | 193.3万人  | -2.0万人  |
| 茨城県   | 279.8万人  | 286.7万人  | -6.9万人  |
| 千葉県   | 554.9万人  | 628.4万人  | -73.5万人 |
| 埼玉県   | 643.4万人  | 734.4万人  | -91.0万人 |
| 東京都   | 1675.1万人 | 1404.7万人 | 270.4万人 |
| 神奈川県 | 830.5万人  | 923.7万人  | -93.2万人 |

### 都道府県間流動
- 交通機関別都道府県間流動表（年間）（全交通機関）
- 目的地への流動が100万人/年以上のみ記載（2015年）

出発地：福島県
| 順 | 目的地   | 万人/年 |
| -- | -------- | ------- |
| 1  | 宮城県   | 1053.6  |
| 2  | 茨城県   | 688.0   |
| 3  | 栃木県   | 583.3   |
| 4  | 東京都   | 404.5   |
| 5  | 山形県   | 278.1   |
| 6  | 新潟県   | 231.1   |
| 7  | 埼玉県   | 224.1   |
| 8  | 千葉県   | 188.2   |
| 9  | 神奈川県 | 157.4   |

出発地：群馬県
| 順 | 目的地   | 万人/年 |
| -- | -------- | ------- |
| 1  | 埼玉県   | 3004.8  |
| 2  | 栃木県   | 1975.2  |
| 3  | 東京都   | 750.9   |
| 4  | 長野県   | 446.4   |
| 5  | 茨城県   | 253.4   |
| 6  | 神奈川県 | 240.4   |
| 7  | 新潟県   | 217.4   |
| 8  | 千葉県   | 203.4   |

出発地：栃木県
| 順 | 目的地   | 万人/年 |
| -- | -------- | ------- |
| 1  | 茨城県   | 2408.7  |
| 2  | 群馬県   | 1865.9  |
| 3  | 埼玉県   | 1370.6  |
| 4  | 東京都   | 913.6   |
| 5  | 福島県   | 593.2   |
| 6  | 千葉県   | 356.9   |
| 7  | 神奈川県 | 256.1   |

出発地：茨城県
| 順 | 目的地   | 万人/年 |
| -- | -------- | ------- |
| 1  | 千葉県   | 3687.8  |
| 2  | 栃木県   | 2495.9  |
| 3  | 埼玉県   | 1493.2  |
| 4  | 東京都   | 1441.6  |
| 5  | 福島県   | 769.1   |
| 6  | 神奈川県 | 332.7   |
| 7  | 群馬県   | 232.3   |

出発地：東京都
- 南関東1都3県を目的地から除く。

| 順 | 目的地 | 万人/年 |
| -- | ------ | ------- |
| 1  | 茨城県 | 1348.0  |
| 2  | 静岡県 | 1345.4  |
| 3  | 山梨県 | 1035.7  |
| 4  | 愛知県 | 906.2   |
| 5  | 栃木県 | 880.9   |
| 6  | 群馬県 | 779.0   |

| 順 | 目的地 | 万人/年 |
| -- | ------ | ------- |
| 7  | 大阪府 | 768.8   |
| 8  | 長野県 | 718.2   |
| 9  | 新潟県 | 411.2   |
| 10 | 福島県 | 358.6   |
| 11 | 宮城県 | 338.4   |
| 12 | 兵庫県 | 294.6   |

| 順 | 目的地 | 万人/年 |
| -- | ------ | ------- |
| 13 | 京都府 | 291.3   |
| 14 | 福岡県 | 288.7   |
| 15 | 道央   | 244.8   |
| 16 | 石川県 | 152.3   |
| 17 | 広島県 | 148.4   |
| 18 | 富山県 | 139.1   |

| 順 | 目的地 | 万人/年 |
| -- | ------ | ------- |
| 19 | 沖縄県 | 137.7   |
| 20 | 岩手県 | 129.5   |
| 21 | 岐阜県 | 128.7   |
| 22 | 三重県 | 118.0   |
| 23 | 山形県 | 115.2   |
| 24 | 青森県 | 109.2   |

出発地：新潟県
| 順 | 目的地   | 万人/年 |
| -- | -------- | ------- |
| 1  | 長野県   | 413.9   |
| 2  | 東京都   | 388.7   |
| 3  | 神奈川県 | 248.4   |
| 4  | 群馬県   | 221.9   |
| 5  | 埼玉県   | 187.4   |
| 6  | 福島県   | 182.6   |
| 7  | 富山県   | 128.8   |
| 8  | 千葉県   | 114.7   |

出発地：長野県
| 順 | 目的地   | 万人/年 |
| -- | -------- | ------- |
| 1  | 東京都   | 750.9   |
| 2  | 山梨県   | 490.5   |
| 3  | 群馬県   | 488.1   |
| 4  | 新潟県   | 416.2   |
| 5  | 愛知県   | 359.1   |
| 6  | 埼玉県   | 324.8   |
| 7  | 神奈川県 | 316.8   |
| 8  | 岐阜県   | 203.9   |
| 9  | 千葉県   | 170.8   |
| 10 | 静岡県   | 112.9   |

出発地：山梨県
| 順 | 目的地   | 万人/年 |
| -- | -------- | ------- |
| 1  | 東京都   | 968.3   |
| 2  | 神奈川県 | 567.0   |
| 3  | 長野県   | 408.5   |
| 4  | 静岡県   | 338.7   |
| 5  | 埼玉県   | 178.7   |
| 6  | 千葉県   | 102.8   |

出発地：静岡県
| 順 | 目的地   | 万人/年 |
| -- | -------- | ------- |
| 1  | 神奈川県 | 2276.9  |
| 2  | 愛知県   | 1746.1  |
| 3  | 東京都   | 1334.2  |
| 4  | 山梨県   | 444.4   |
| 5  | 千葉県   | 321.4   |
| 6  | 埼玉県   | 268.4   |
| 7  | 岐阜県   | 118.7   |
| 8  | 大阪府   | 105.3   |